# 429
Năm 429 là một năm trong lịch Julius.